# Lars Strannegård

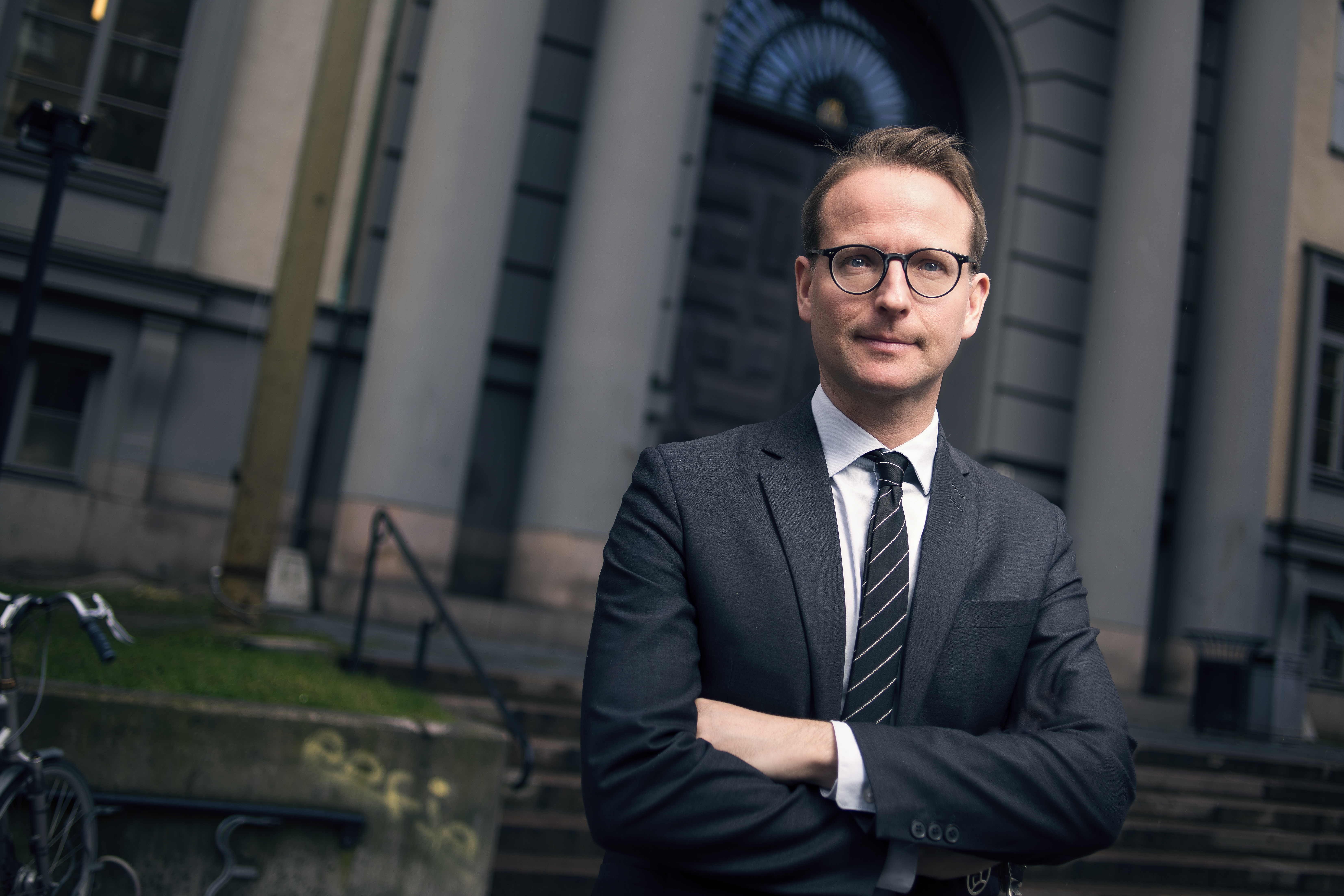
Lars Strannegård

Lars Göran Strannegård, född 28 maj 1969 i Mölndal, är en svensk företagsekonom, professor vid och rektor för Handelshögskolan i Stockholm.

## Biografi

### Utbildning
Strannegård disputerade vid Göteborgs universitet 1998 med doktorsavhandlingen Green Ideas in Business.

### Karriär

#### Tidig karriär
Strannegård blev docent (Handelshögskolan använder amerikanska befattningsbeteckningar, engelska: Associate Professor) vid Handelshögskolan i Stockholm 2002 och har varit forskare vid Centre for Advanced Studies in Leadership vid samma högskola. 
Han har varit gästforskare vid Scandinavian Consortium of Organizational Research (SCANCOR) i USA och vid St. Gallen-universitetet i Schweiz. Mellan 2006 och 2009 var han först gästprofessor och sedan professor i företagsekonomi med särskild inriktning mot organisation, vid Uppsala universitet. 
Han innehar sedan 2010 Bo Rydins och SCA:s professur i företagsekonomi med särskild inriktning mot ledarskap, vid Handelshögskolan i Stockholm, och var högskolans prorektor 2012-2014. Strannegård har publicerat ett stort antal vetenskapliga artiklar och böcker.

#### Rektor för Handelshögskolan i Stockholm

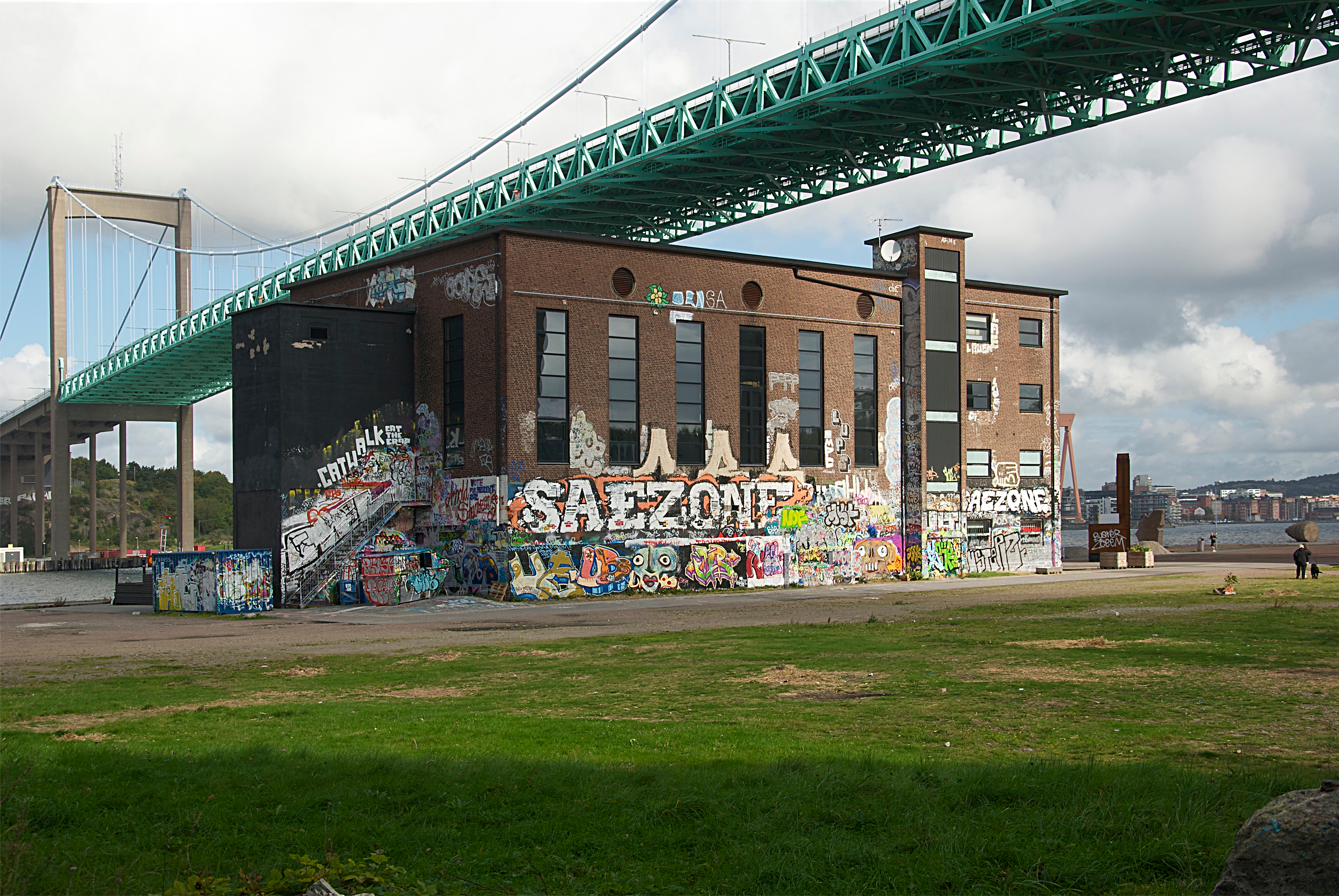
Strannegård är medgrundare till Röda Sten konsthall i Göteborg

Strannegård efterträdde den 1 juni 2014 Karl-Olof Hammarkvist som rektor för Handelshögskolan i Stockholm. Handelshögskolan i Stockholms direktion utser högskolans rektor och genom sin tjänst som rektor är Strannegård ex officio, genom sitt ämbete, garanterad en plats i direktionen. Erik Åsbrink, dåvarande ordförande i Handelshögskolan i Stockholms direktion, sade vid utnämnandet "Lars Strannegård är rätt person att leda vårt arbete med att ytterligare stärka Handelshögskolans position i denna internationella miljö. Han var den bästa matchningen för den talangprofil direktionen utarbetat och han har en bakgrund inom ledarskap och en förmåga att kommunicera och motivera. Lars har en grundlig förståelse av den akademiska världen, socialt engagemang, internationell erfarenhet, känner Handelshögskolan i Stockholm väl och är van att arbeta med styrelser".
Under Lars Strannegårds ledning har Handelshögskolan i Stockholm genomfört stora satsningar på internationalisering av utbildningsprogrammen och forskningen, kraftigt ökat antalet nya donationsprofessurer och låtit konst och humaniora genomsyra skolans verksamhet på olika sätt. 2022 tilldelades Lars Strannegård HumTankpriset för sina insatser för ett humanioraperspektiv i samhällslivet. Ur motiveringen: "Som rektor vid Handelshögskolan har han tagit initiativ till en särskild kultur- och konstsatsning, som syftar till att skapa en vidgad akademisk miljö, i vilken studenternas kritiska och kreativa tänkande kan utmanas och utvecklas."

#### Övriga uppdrag
Strannegård är styrelseledamot i Sveriges Television. Han har tidigare varit styrelseledamot i Statens kulturråd, Internationella Engelska Skolan, Stiftelsen Bergmangårdarna på Fårö, Sällskapet riksdagsledamöter och forskare (RIFO), Nyckelviksskolan, Bildkonst Upphovsrätt i Sverige (BUS), Kollektiva upphovsrättsersättningsnämnd (KUN), Raster förlag och har också varit vice ordförande i föreningen Svensk Form. Han är medgrundare till Röda Sten konsthall.
Strannegård invaldes 2015 till ledamot av Kungliga Ingenjörsvetenskapsakademien.